# (450154) 2000 AM49
(450154) 2000 AM49 es un asteroide troyano de Marte descubierto por el Lincoln Near-Earth Asteroid Research el 5 de enero de 2000 desde el Laboratorio Lincoln, Nuevo México (Estados Unidos).

## Designación y nombre
Designado provisionalmente como 2000 AM49.

## Características orbitales
2000 AM49 está situado a una distancia media de 2,542 ua, pudiendo alejarse un máximo de 3,181 ua y acercarse un máximo de 1,904 ua. Tiene una excentricidad de 0,251.

## Características físicas
La magnitud absoluta de 2000 AM49 es 17,9.